# 阿灵索斯
阿灵索斯:84是瑞典西约塔兰省阿灵索斯市镇的城区，人口为22,919。

## 地理
阿灵索斯市位于一条名叫“赛维”的小溪流流入米约河的入口。从斯德哥尔摩到哥德堡有蒸汽火车可达或走欧洲E20高速公路。

## 历史
阿灵索斯是当年丹麦军队将新乐得斯市烧成灰烬后无家可归的居民逃离到此而建的。古斯塔夫·阿道夫二世在1619年通过了皇家宪章正式承认了阿灵索斯市。这使得它比西约塔兰省最大的城市——1621年写入宪章的哥德堡还要古老。
阿灵索斯历史上的居民中包括1685年出生于此的约拿斯·阿尔斯特鲁玛，他将马铃薯引进瑞典而著称。他同样成立了一个大规模的布厂，并且很快成为了瑞典最大。然而，过于乐观的计算，大火以及政治挫折迫使工厂最终于1779年倒闭。
阿灵索斯也以它的咖啡馆出名，2008年时该市一共开了29家。

## 友好城市
- 法國 蒙德马桑